# Конвой Рабаул — Палау (05.11.43 — 12.11.43)
Конвой Рабаул — Палау (05.11.43 — 12.11.43) — японський конвой часів Другої світової війни, проведення якого відбувалось у листопаді 1943 року.
Вихідним пунктом конвою став Рабаул — головна передова база в архіпелазі Бісмарка, з якої провадились операції на Соломонових островах та сході Нової Гвінеї, тоді як пунктом призначення був Палау (важливий транспортний хаб на заході Каролінських островів).
До складу конвою увійшли переобладнана плавуча база підводних човнів «Ясукуні-Мару» і транспорти «Тацутаке-Мару», «Тайфуку-Мару» та «Ейко-Мару». Ескорт забезпечував переобладнаний канонерський човен «Чоан-Мару № 2 Го».
5 листопада 1943 року судна вийшли з Рабаула та попрямували на північний захід. Хоча на комунікаціях архіпелагу Бісмарка вже діяли не лише підводні човни, але й авіація, конвой пройшов своїм маршрутом без інцидентів і 12 листопада прибув до Палау.